# Д’Арсонваль (лунный кратер)
Кратер Д’Арсонваль (лат. D'Arsonval) — небольшой ударный кратер в южном полушарии обратной стороны Луны. Название присвоено в честь французского физиолога и физика Арсена Д’Арсонваля (1851—1940) и утверждено Международным астрономическим союзом в 1976 г. 

## Описание кратера

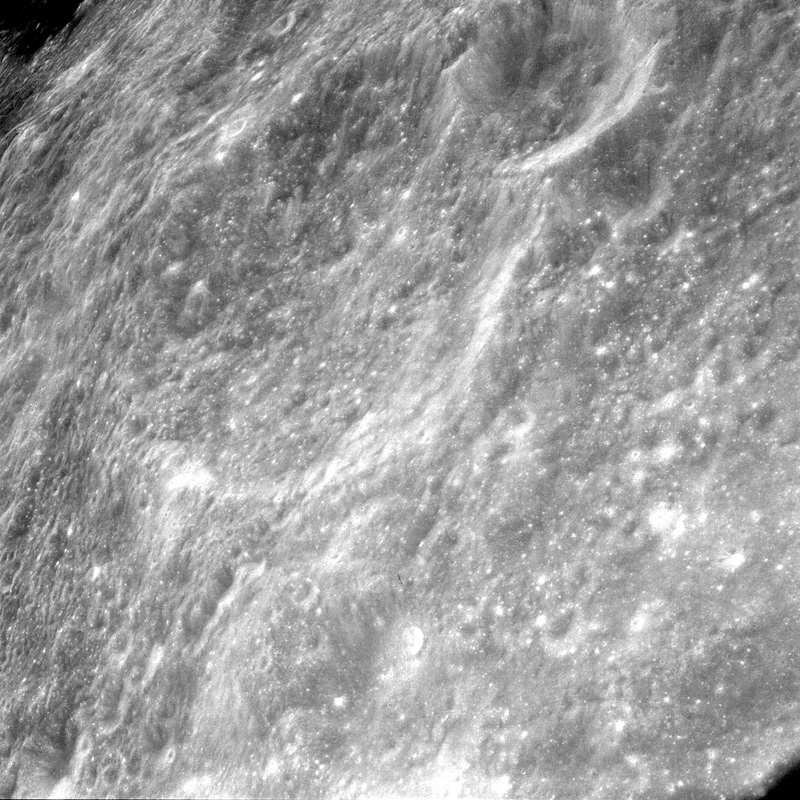
Снимок кратеров Данжон и Д’Арсонваль с борта Аполлон-8.

Кратер Д’Арсонваль перекрывает северо-восточную часть вала кратера Данжон. Ближайшими соседями кратера являются кратер Лангемак на западе, кратер Нехо на севере-северо-западе, кратер Лав на северо-востоке, кратер Перепёлкин на востоке, кратер Ширакаци на юго-востоке, кратер Ланжевен на юге и кратер Дельпорт на юге-юго-западе. Селенографические координаты центра кратера 10°19′ ю. ш. 124°35′ в. д. / 10,31° ю. ш. 124,59° в. д., диаметр 30,4 км, глубина 2 км.
Кратер имеет полигональную форму. Вал кратера с острой кромкой, умеренно разрушен, имеет разрыв в южной части, внутренний склон кратера крутой. высота вала над окружающей местностью достигает 890 м. Дно чаши кратера ровное, пересечено невысоким длинным хребтом. Объем кратера составляет приблизительно 520 км³.

## Сателлитные кратеры

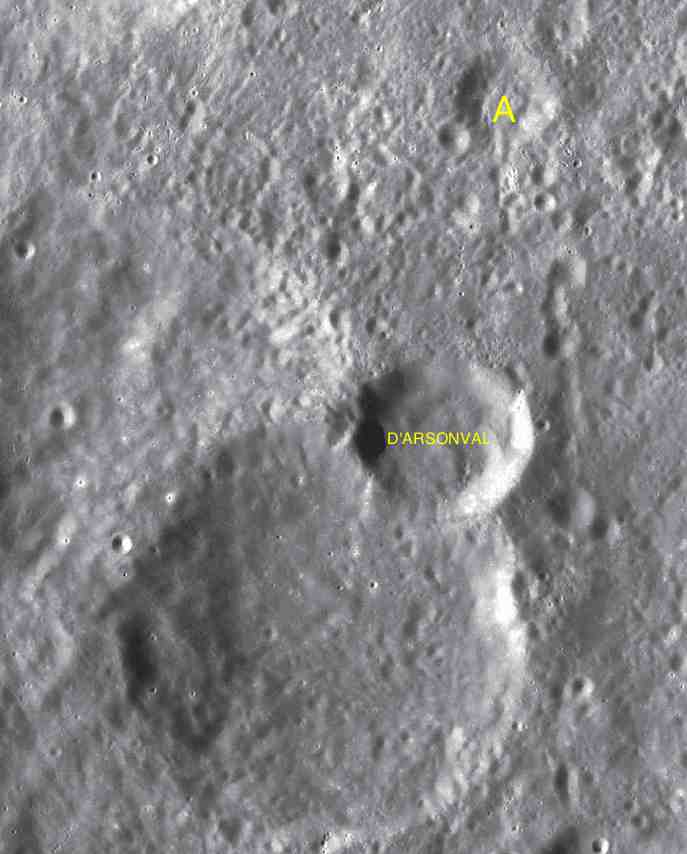
Фрагмент карты LAC-83.

| Д’Арсонваль | Координаты                                           | Диаметр, км |
| ----------- | ---------------------------------------------------- | ----------- |
| A           | 8°24′ ю. ш. 124°58′ в. д. / 8,4° ю. ш. 124,96° в. д. | 17,3        |

## Галерея

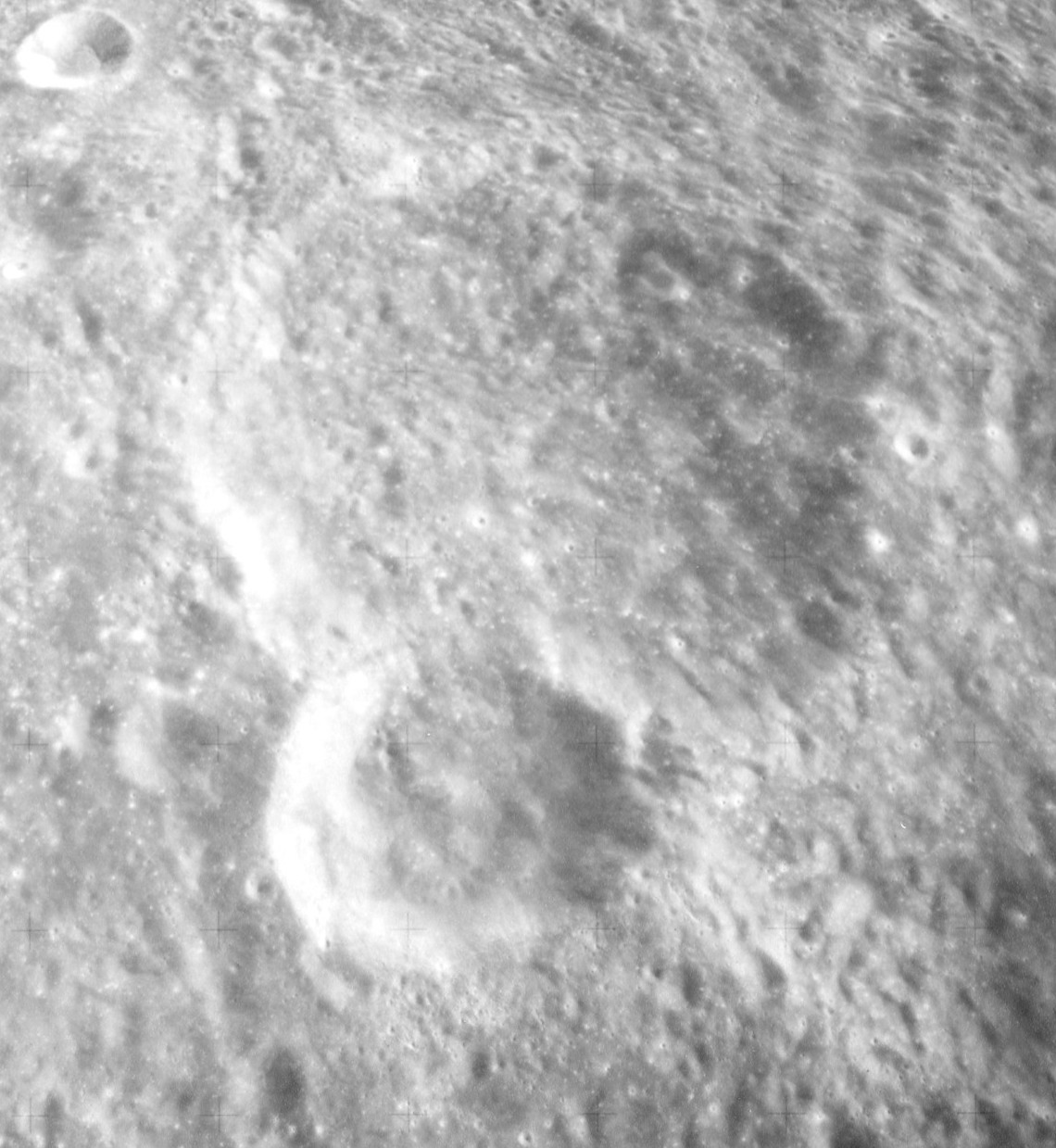
Кратеры Данжон и Д’Арсонваль на снимке с борта Аполлона-17.]
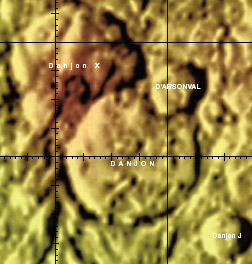
Фрагмент карты LAC-83.